# Lee Young Ae
Lee Young-ae (născută la 31 ianuarie 1971) este o actriță sud-coreeană care are numeroși fani în foarte multe țări, în deosebi în Estul și Sud-Estul Asiei unde valul filmelor coreene a dat năvală. În ultimul timp și-a făcut fani și în țări precum Iran (Orientul Mijlociu), Zimbabwe (Africa), și nici continentul european nu a scăpat de influența și frumusețea actriței. 

## Cariera
Lee Young-ae și-a câștigat denumirea de "Oxygen Lady" când și-a făcut apariția la debutul său în televiziune ca model în anul 1991. După succesul său în reclamele comerciale televizate, a început să capete din ce în ce mai multă faimă din pricina rolurilor spectaculoase jucate în dramele și filmele coreene. Cariera sa a fost imortalizată într-un Documentar al NHK în 2005[nefuncțională]
 iar recent o mulțime de aspecte din viața sa privată dar și publică au fost arătate într-un show special al binecunoscutului canal MBC.

## Faima
Popularitatea sa a crescut considerabil odată cu interpretarea din filmul "Dae Jang Geum", film redat și pe postul național de televiziune din România sub denumirea de "Giuvaierul palatului". După succesul extraordinar din Coreea de Sud, a fost distribuit și peste oceane, prima data în anul 2004 și a câștigat foarte multe inimi ale spectatorilor, mai ales în Taiwan. În 2005, aproape jumătate din populația din Hong Kong a urmărit cu sufletul la gura ultimul episod al dramei. În China, sute de milioane de oameni au privit încântați drama coreeană, chiar dacă aceasta era transmisă la o ora târzie.
Din cauza acestui succes, Lee Young-ae a fost invitată să viziteze Hong Kong, Singapore, Taiwan, China si Japonia. Pentru prima data în 12 ani, NHK a fost obligat să utilizeze cel mai mare spațiu "NHK Hall" pentru a putea găzdui show-ul (2006). Lee a fost invitată în 2007 la "Harbin International Ice and Snow Sculpture Festival" (Festivalul International de sculptura în gheată și zăpadă Harbin), desfășurat în China, ca ambasador de imagine. O mulțime de fani i-au fost alături la o temperatură de sub -20 grade Celsius. A zburat într-un avion Asiana pe care erau pictate patru portrete ale personajului Dae Jang Geum.

## Evenimente
În spatele profesiei de actor se află și un suflet mare, ea participând la câteva evenimente de caritate. În 1997 a mers în Etiopia ca ambasador al păcii NGO și a văzut sărăcia oamenilor și bolile care îi atacă zi de zi.
În 1999 a mers în desertul Thar din India pentru a face un show televizat. Mai târziu, mai exact în anul 2001, a publicat aceste experiențe în romanul său autobiografic "A Most Special Love" și a donat toate încasările din vânzarea cărții pentru realizarea altor acte de caritate.
În 2004 a fost recunoscută ca ambasador al păcii UNICEF. Donațiile sale s-au îndreptat către numeroase spitale și școli, în special către o școală elementară din China care a fost redenumită Școala Elementară Lee Young-Ae.
Din autobiografia sa scrisă în 2006 "Young-Ae`s Vow", aflăm cum a devenit actriță. Aici își aduce aminte cum a reușit să intre în televiziune lucrând cu Andy Lau în anul 1991 la un spot publicitar la o ciocolată. În 1995, a luat decizia să termine școala în domeniul artelor actorului. De atunci, a avut parte de o mulțime de roluri, de la personajul Dae Jang Geum până la cel din filmul "Sympathy for Lady Vengeance" care se află la polul opus.
A câștigat premiul pentru Cea mai Bună Actriță la concursul de film Blue Dragon în 2005 și premiul Baeksang Art pentru filmul "Sympathy for Lady Vengeance" în 2006. În anul 2007 a primit medalia pentru merite culturale pentru contribuia sa în industria filmului coreean din partea guvernului statului Coreea de Sud..
În 2006 și 2007 a avut cel mai mare contract cu gigantul grup sud-coreean LG Corp., devenind imaginea pentru toate produsele LG Electronics.

## Viața personală
În luna august 2009, Lee Young-Ae se căsătorește cu un om de afaceri coreeano-american, nunta având loc într-un spațiu privat din Statele Unite ale Americii. Anul trecut, pe vremea asta, actrița Lee Young Ae dădea naștere primilor copii, o fetiță și un băiat. Anul acesta, în februarie, micuții sărbătoresc împlinirea unui anișor de viață (Dol). Fericiții părinți, vedeta împreună cu soțul ei, un om de afaceri, au pregătit petrecerea aniversară la un hotel din Namsan, Seoul, pe data de 20, una mică, în familie, singura vedetă prezentă fiind actrița Jeon Ji Hyun.
În imagini o vedem pe actriță radiind de fericire și frumusețe, îmbrăcată cu un tradițional hanbok, în timp ce soțul, Jeong Yeong Ho, poartă un costum negru, fără cravată. Cei mici, băiețelul în brațele mamei, iar fetița în brațele tatălui, sunt îmbrăcați cu haine tradiționale cu care sunt îmbrăcați copiii coreeni când împlinesc un anișor. Gemenii au primit toată atenția din partea invitaților, fiind lăudați pentru faptul că au moștenit genele bune ale părinților.

## Filmografie

### Filme
- Sympathy for Lady Vengeance (2005)
- One Fine Spring Day (2001)
- Last Present aka The Gift (2001)
- Joint Security Area (2000)
- First Kiss (1998)
- Inch'Allah (1997)

### Seriale
- 2003: Dae Jang Geum (Jewel in the Palace)(MBC)
- 2001: Fireworks (불꽃)(SBS)
- 2000: Romance (로맨스) (SBS)
- 1999: Invitation (초대) (KBS)
- 1999: Ocean (파도 ) (SBS)
- 1998: Advocate (애드버킷 )
- 1997: Medical Brothers (MBC)
- 1997: The Reason I Live (내가 사는 이유 )
- 1996: Papa (파파 ) (KBS)
- 1995: Chanpumdanja (찬품단자 )
- 1995: Asphalt Man (아스팔트 사나이 ) (SBS)
- 1995: Seogung (서궁 )
- 1994: Dash (질주 (Jilju))
- 1993: How about your husband (댁의 남편은 어떠십니까 ) (SBS)

## Premii
- 1994 SBS Drama Awards, Cea mai buna actriță tânără
- 1995 KBS Drama Awards, Premiul de popularitate
- 1996 MBC Drama Awards, Premiul de excelență
- 1997 SBS Drama Awards, Cea mai buna actriță
- 1998 SBS Drama Awards, Cea mai buna actriță
- 1999 KBS Drama Awards, Premiul de popularitate
- 2001 Korea Movie & Music Awards, Premiul pentru cea mai fotogenică actriță
- 2001 Pusan Film Critics Awards, Cea mai buna actriță ("One Fine Spring Day")
- 2003 MBC Drama Awards, Marele Premiu
- 2005 International Film Festival of Catalunya, Cea mai buna actriță ("Sympathy For Lady Vengeance")
- 2005 Blue Dragon film award, Cea mai buna actriță ("Sympathy For Lady Vengeance")
- 2006 Baeksang award, Cea mai buna actriță ("Sympathy For Lady Vengeance")
- 2006 Cinemanila International Film Festival, Cea mai buna actriță ("Sympathy for Lady Vengeance")

Educație: Universitatea Hanyang (Limba și literatura germană), Chung-Ang Universitatea (MA în teatru și film) 
Limbi: coreeană, engleză, și germană 
Hobby-uri: inot, canta la pian si echitatie